# 保羅·威廉·阿辛格
保羅·威廉·阿辛格（英語：Paul William Azinger，1960年1月6日—）是一位美國職業高爾夫球選手，於1981年轉為職業球員。
在1988年到1994年期間，他曾經停留在世界排名前20位之列大約300周。
他是2008年萊德盃美國隊的領隊，同時率領美國隊奪回了失去9年的萊德盃。

## 外部連結
- 官方网站
- 保羅·威廉·阿辛格在PGA巡迴賽的官方網站
- 保羅·威廉·阿辛格在歐洲巡迴賽官方網站
- 保羅·威廉·阿辛格在男子高爾夫世界排名的官方網站